# Alpes de Schwyz
 Los Alpes de Schwyz (en alemán: Schwyzer Alpen) son una cadena montañosa en Suiza. Forman parte de los Alpes suizos del noreste y están rodeados por los Alpes Glarus al este, los Alpes Appenzell al noreste, los Alpes Emmental en el oeste y los Alpes Uri al suroeste. El puerto de Klausen es el punto más alto entre los Alpes Schwyz y los Alpes Glarus. 
Los Alpes de Schwyzer se extienden más allá de los límites del cantón de Schwyz, incluidas partes de los cantones de Glarus, Luzern, Uri y Zug. El punto más alto en los Alpes Schwyzer es el Glärnisch, a una altitud de 2915 m, que en realidad se encuentra dentro del cantón de Glarus. Justo al sur del Glärnisch se encuentra Bös Fulen, el punto más alto del cantón de Schwyz. 

## Geografía

### Cumbres principales
Las principales cumbres de los Alpes Schwyzer son: 
| Name                     | Elevation (m) | Prominencia |
| ------------------------ | ------------- | ----------- |
| Glärnisch                | 2,915 m       | 967 m       |
| Bös Fulen                | 2,802 m       | 368 m       |
| Schächentaler Windgällen | 2764 m        | 691 m       |
| Ortstock                 | 2717 m        | 539 m       |
| Höch Turm                | 2666 m        | 264 m       |
| Pfannenstock             | 2573 m        | 373 m       |
| Chaiserstock             | 2515 m        | 470 m       |
| Fulen                    | 2491 m        | 311 m       |
| Rossstock                | 2461 m        | 173 m       |
| Wasserbergfirst          | 2341 m        | 325 m       |
| Mutteristock             | 2295 m        | 745 m       |
| Rautispitz               | 2283 m        | 465 m       |
| Druesberg                | 2282 m        | 722 m       |
| Brünnelistock            | 2133 m        | 250 m       |
| Zindlenspitz             | 2097 m        | 195 m       |
| Diethelm (Fluebrig)      | 2092 m        | 268 m       |
| Biet                     | 1965 m        | 185 m       |
| Chlingenstock            | 1935 m        | 448 m       |
| Fronalpstock             | 1921 m        | 189 m       |
| Grosser Mythen           | 1898 m        | 493 m       |
| Chöpfenberg              | 1896 m        | 465 m       |
| Kleiner Mythen           | 1811 m        | 373 m       |
| Rigi Kulm                | 1798 m        | 1290 m      |
| Rigi Hochflue            | 1698 m        | 508 m       |
| Gross Aubrig             | 169 5m        | 327 m       |
| Dosse                    | 1684 m        | 253 m       |
| Scheidegg                | 1658 m        | 113 m       |
| Wildspitz (Rossberg)     | 1580 m        | 780 m       |
| Morgartenberg            | 1244 m        | 312 m       |
| Etzel                    | 1098 m        | 148 m       |